# Fratel films
 (août 2021).
Si vous disposez d'ouvrages ou d'articles de référence ou si vous connaissez des sites web de qualité traitant du thème abordé ici, merci de compléter l'article en donnant les références utiles à sa vérifiabilité et en les liant à la section « Notes et références ».
Fratel Films (ex Toupie films et Regina films) est une société de production, et de distribution cinématographique française fondée en 1988.

## Histoire
Fratel films appelé anciennement Regina Films puis Toupie Films a été fondé en 1988 par Nelson Pereira dos Santos et Gilberto  Azevado. Elle a comme vocation de créer des liens entre la  France et l’Amérique latine afin de produire des films de fiction ainsi que des documentaires et de valoriser la production de projets en collaboration avec des réalisateurs, des artistes et des producteurs du Brésil, d’Argentine et de France.  En 2009 la société est acquise par les réalisateurs M'dini Rashed et Olivier Vidal le nom de la société est Toupie Films.
En 2016, elle est acquise par les réalisateurs Olivier Vidal et Rashed M'dini, Sebastien Maggiani et l'acteur Kacey Mottet-Klein rentre  associes, Toupie Films devient Fratel films par la suite.

## Activités
Fratel films développe son activité dans la production et la distribution de courts et longs-métrages ayant comme thématiques des faits de société et en lien à l'adolescence, portés par une nouvelle génération de cinéastes. Et dans la distribution sur le territoire français de longs-métrages étrangers qui ont comme thématique la jeunesse.

## Filmographie
Sauf indication contraire, les informations mentionnées dans cette section peuvent être confirmées par la base de données cinématographiques IMDb,  présente dans la section « Liens externes ».

### Toupie Films
- 2005 : Dioneae (Court métrage réalisé par  Mickaël Collart)
- 2006 : Primera nieve (Court métrage réalisé par  Pablo Agüero)
- 2007 : Tierce mineure (Court métrage réalisé par Olivier Vidal)
- 2008 : Emotionnel (Court métrage, réalisé par Johanna Coelho)
- 2008 : Les echoués (Court métrage, réalisé par Rached M'Dini)
- 2008 : Ticket perdant (Court métrage réalisé par Thierry Penin)
- 2010 : Angel  (Court métrage réalisé par Sandrine Mansel)
- 2011 : Show Buzz ( réalisé par Rashed Mdini )
- 2012 : Meurtres en noir et blanc (Court métrage, produit, co-produit, écrit et réalisé par Olivier Tangkun)(Acquisition par Golden Century Pictures en 2018 et par le Group Line Invest Holding ltd en 2024)
- 2012 : Do the Joy (Court métrage, réalisé par Rached M'Dini)
- 2012 : Marilyn Last Days (Court métrage, réalisé par Thierry Penin)

### Après 2016

#### Distribution
- 2017 : 14 ans, premier amour de  Andreï Zaitsev (film russe) [4]
- 2018 : Chien de garde de Sophie Dupuis (film québécois)
- 2018 : ANGE & OVNI (Court métrage québécois, distribution en France et en Suisse)
- 2020 : Jeunesse sauvage de  Frédéric Carpentier

#### Production Longs métrages
- 2017 : New Age (réalisé par Rashed Mdini)

##### Courts métrages
- 2016 : Les Âmes sœurs (réalisé par Marion Filloque)